# Rio das Pedras (vattendrag i Brasilien, Goiás)
Rio das Pedras är ett vattendrag i Brasilien.   Det ligger i delstaten Goiás, i den centrala delen av landet, 270 km norr om huvudstaden Brasília.
Omgivningarna runt Rio das Pedras är huvudsakligen savann. Trakten runt Rio das Pedras är nära nog obefolkad, med mindre än två invånare per kvadratkilometer.